# Danses de Kandy

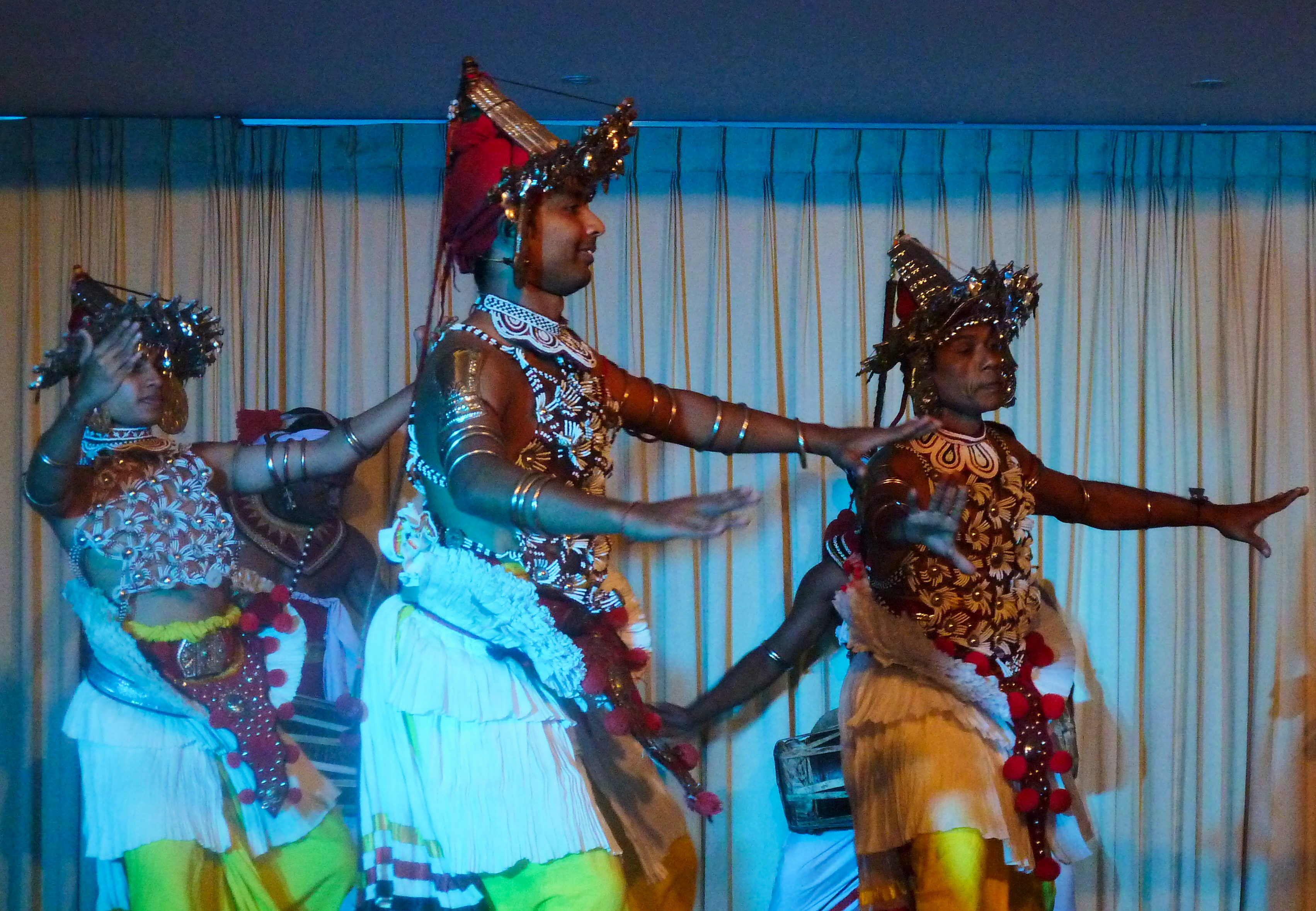
la danse Ves Natuma.

Les danses de Kandy (en singhalais උඩරට නැටුම් uḍaraṭa näṭum, littéralement « danses du haut pays ») sont une variété de danses sacrées traditionnellement exécutées dans la région de Kandy. La ville a conservé sa fonction de capitale religieuse du Sri Lanka et est un important centre de pèlerinages pour les adeptes du bouddhisme theravāda.

## Histoire
Les racines historiques des danses de Kandy sont inscrites dans un rituel connu sous le nom de Kohomba kankariya, Kohomba yak kankariya ou plus simplement Kankariya du nom de la divinité Kohomba. Selon la légende, le roi Panduvasdeva (en) souffrait d'une étrange maladie et ce sont trois chamans originaires de l'Inde l'aurait guéri. Kohomba Kankariya est resté l'un des rituels de danse traditionnelle les plus vénérés et les plus élaborés au Sri Lanka. Aujourd'hui, il est toujours exécuté pour apporter la paix et l'abondance dans les foyers et pour attirer les bénédictions des divinités, afin de l'écarter de tout mal.

## Danses

### Danse Ves
C'est la danse la plus populaire, issue de l'ancien rituel de purification, le «Kohomba yakuma». Exclusivement masculine cette danse est considérée comme sacrée, elle ferait référence au dieu Kohomba. Ce n'est qu'à la fin du XIXe siècle que des danseurs «ves» furent invités à se produire en dehors de l'enceinte du temple Kankariya au festival annuel Kandy Perahera.

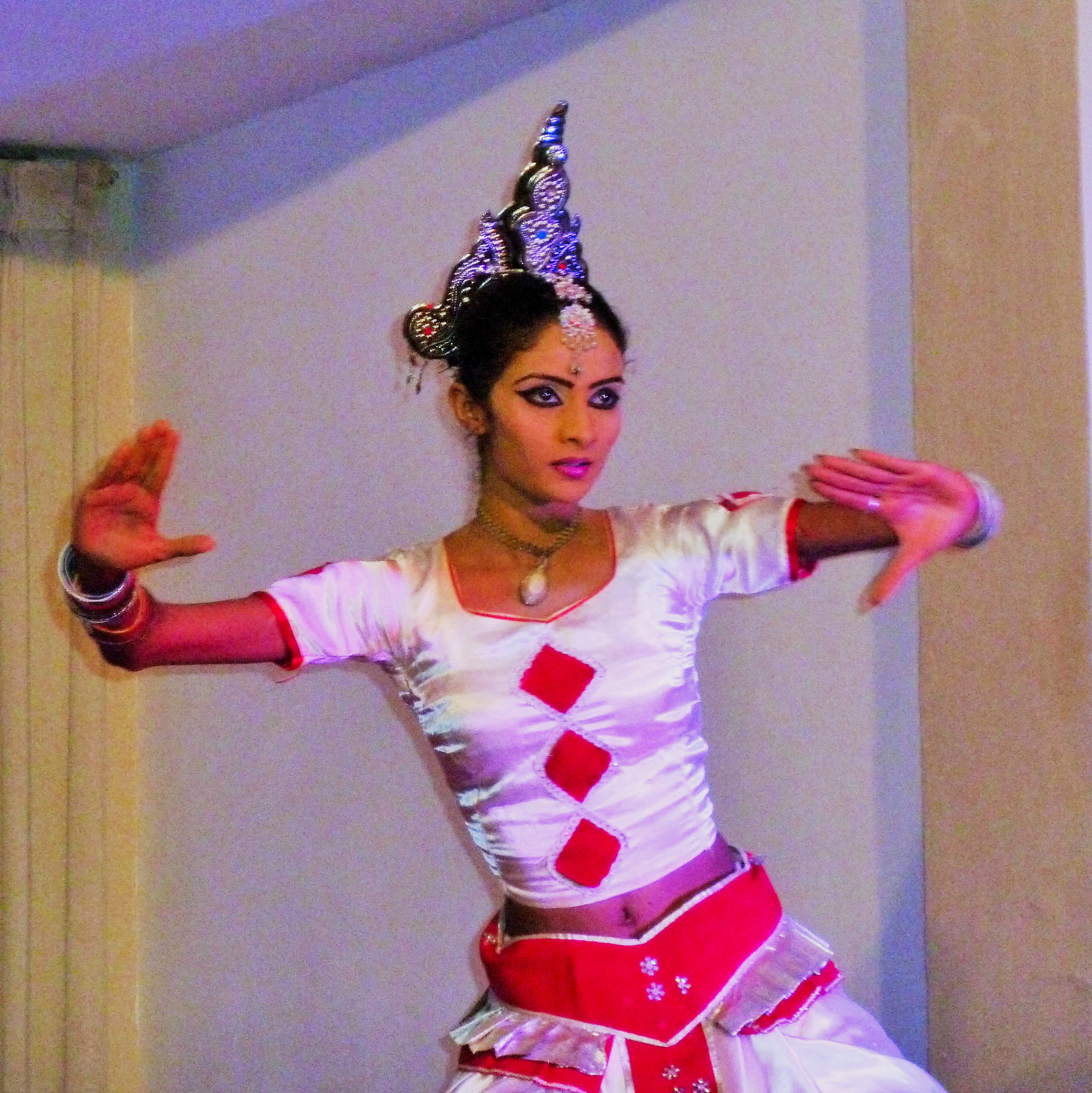
la danse Puja Natuma

### Danse de Naiyandi
Cette élégante danse est aussi interprétée dans les temples de Maha Visnu (Vishnu) et de Kataragama Devales lors des cérémonies.

### Danse Uddekki
La danse «uddekki» est exécutée au son d'un petit tambour en laque transmis par Iswara. Il l'aurait confectionné en suivant les instructions de Sakra, le musicien attitré au palais des dieux.

### Danse Pantheru
Cette danse remonte au prince Siddhartha, avant son illumination. Elle s'effectue aux rythmes du pantheruwa, un instrument dédié à la déesse Pattini. C'est un tambourin sur lequel sont accrochées des petits cymbales. Les rois de Sinhala célébraient leurs victoires sur le champ de bataille avec les danseurs «pantheru».

### Danse Vannam
Dans la danse Kandyenne que le roi Sri Weeraparakrama Narendrasinghe a encouragée on compte 18 vannam (du mot cinghalais «varnana»). Ce sont des «éloges descriptifs» qui rendent hommage au comportement animal. Ainsi sont décrits les éléphants, les singes, les lapins, le paon, les coqs, les serpents. Les plus connus sont le hanuma vannama (singe), le ukusa vannama (Eagle) et le gajaga vannama (éléphant).

## Costume
Le costume élaboré se porte lors d'une cérémonie appelée "ves mangalaya". Il se compose d'une coiffe, d'un gilet décoratif en perles qui couvre la poitrine du danseur, et des grelots portés aux chevilles.

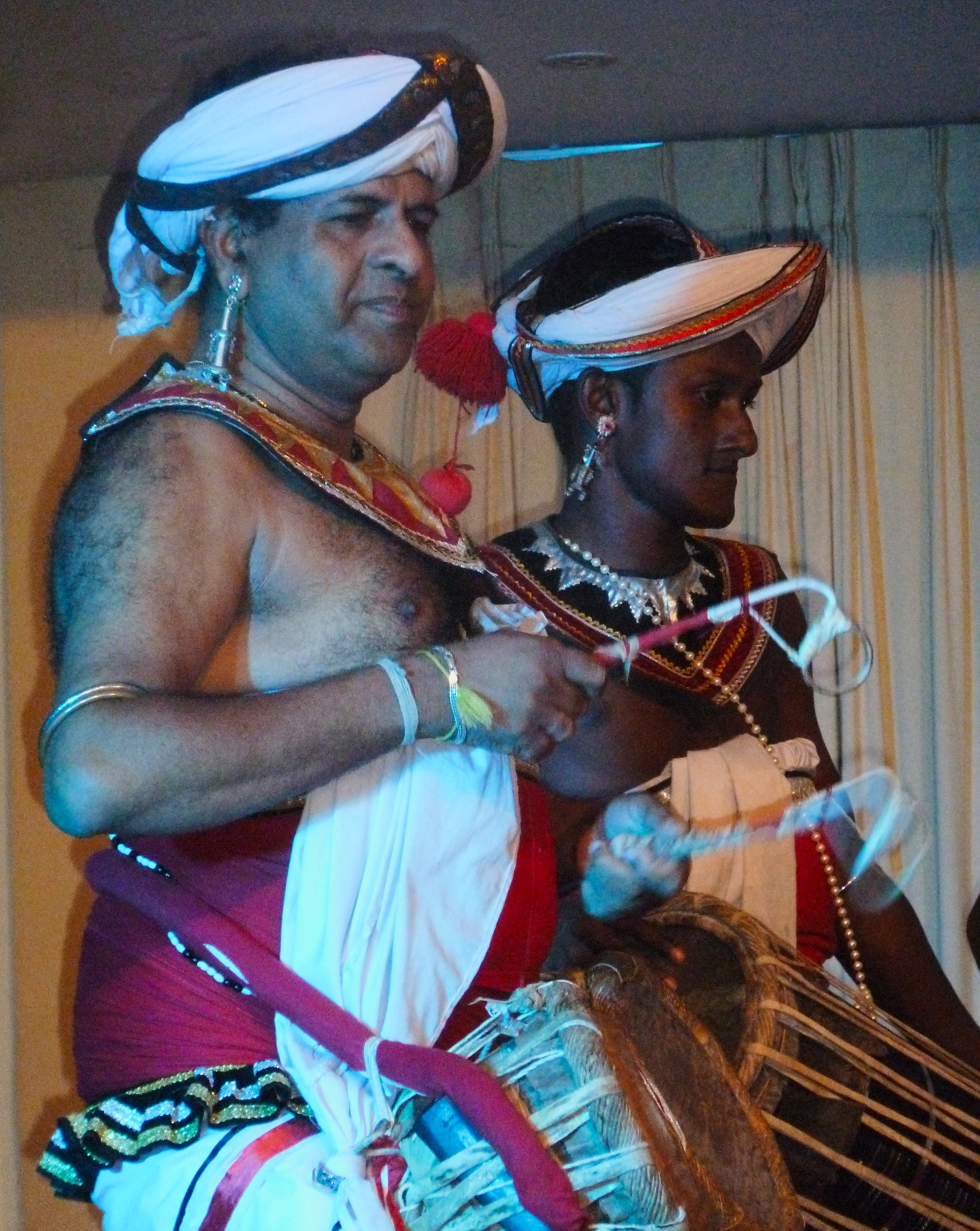
Orchestre tambour

## Musique
Dans les danses de Kandy le tambour Geta Beraya est traditionnellement utilisé ainsi que les tambours jumeaux appelés "Tammettama" . Une petite paire de cymbales connue sous le nom de "Thalampota" est également utilisée de manière à marquer le rythme que les danseurs doivent tenir.
Il existe aussi une autre manière  employée qui consiste à frapper les tambours avec bâtons de canne à sucre.

## Danse de Kandy à ce jour
À ce jour, l'une des plus grandes écoles est la Chitrasena Dance School. Dans quelques écoles de danse de village comme Madyama Lanka Nritya Mandalaya, Tittapajjala kalayatanaya dans la région de Kandy persévèrent dans l'enseignement de la danse traditionnelle et rituelle de Kandyan.
Des artistes tels que George Keyt, Harold Peiris, Lionel Wendt et John de Silva ont également contribué depuis 1920, à populariser cette forme de danse avec leur soutien de maîtres contemporains tels qu'Amunugama Suramba, Ukkuwa, Gunaya, Punchi Gura et Sri Jayana.